# خورولسکی اویزد
خورولسکی اویزد (به اوکراینی: Хорольский уезд) یکی از زیرمجموعه‌های فرمانداری پولتاوا در امپراتوری روسیه بود. در بخش مرکزی فرمانداری قرار داشت. مرکز اداری آن خورول بود.

## جمعیت‌شناسی
در زمان سرشماری امپراتوری روسیه در سال ۱۸۹۷ میلادی، خورولسکی اویزد ۱۷۳/۳۷۵ نفر جمعیت داشت. از این تعداد، ۹۶٫۶٪ به زبان اوکراینی، ۲٫۳٪ زبان ییدیش، ۰٫۹٪ زبان روسی و ۰٫۱٪ زبان لهستانی را به عنوان زبان مادری خود صحبت می‌کردند.